# 韩国国会图书馆
国会图书馆（：／ Gokhoe Doseogwan */?）是为韩国立法机关提供情报资料和开展情报研究的国家图书馆，主要服务对象是韩国国会和各委员，同时也向公众开放。国会图书馆目前在汝矣岛的建筑是1987年10月建成，1988年2月20日开馆的。国会图书馆有地下一层，地上五层，各层总计28099.3平方米。图书馆藏书5528405件，其中图书3952159册，非图书类455625件。国会图书馆数字化程度较高，是韩国国家数字图书馆的一部分。
国会图书馆的主要出版物有《韩国期刊索引》、《韩国博士、硕士学位论文通报》、《国会图书馆评论》等。

## 历史
国会图书馆成立于1952年2月20日的朝鲜战争时期。韩国政府在当时战时政府所在地釜山建立了由图书馆和阅览科组成的国会图书馆。1963年，韩国制定《国会图书馆法》，将国会图书馆设置成韩国国会的独立的机关，下设两个局八个科。1975年9月，国会图书馆迁址到首尔永登浦汝矣岛国会议事堂院内。1981年2月，国会图书馆被改编为国会事务处的附属机关，1988年底，又被还原为立法部的独立机关。1998年10月1日，国会图书馆开始对年满20岁的公众开放（2005年2月18日，开放年龄扩大到18岁及以上）。2002年2月20日，国会图书馆主办了国际图联第22届国际国会图书馆大会。